# Europäisches Biermuseum

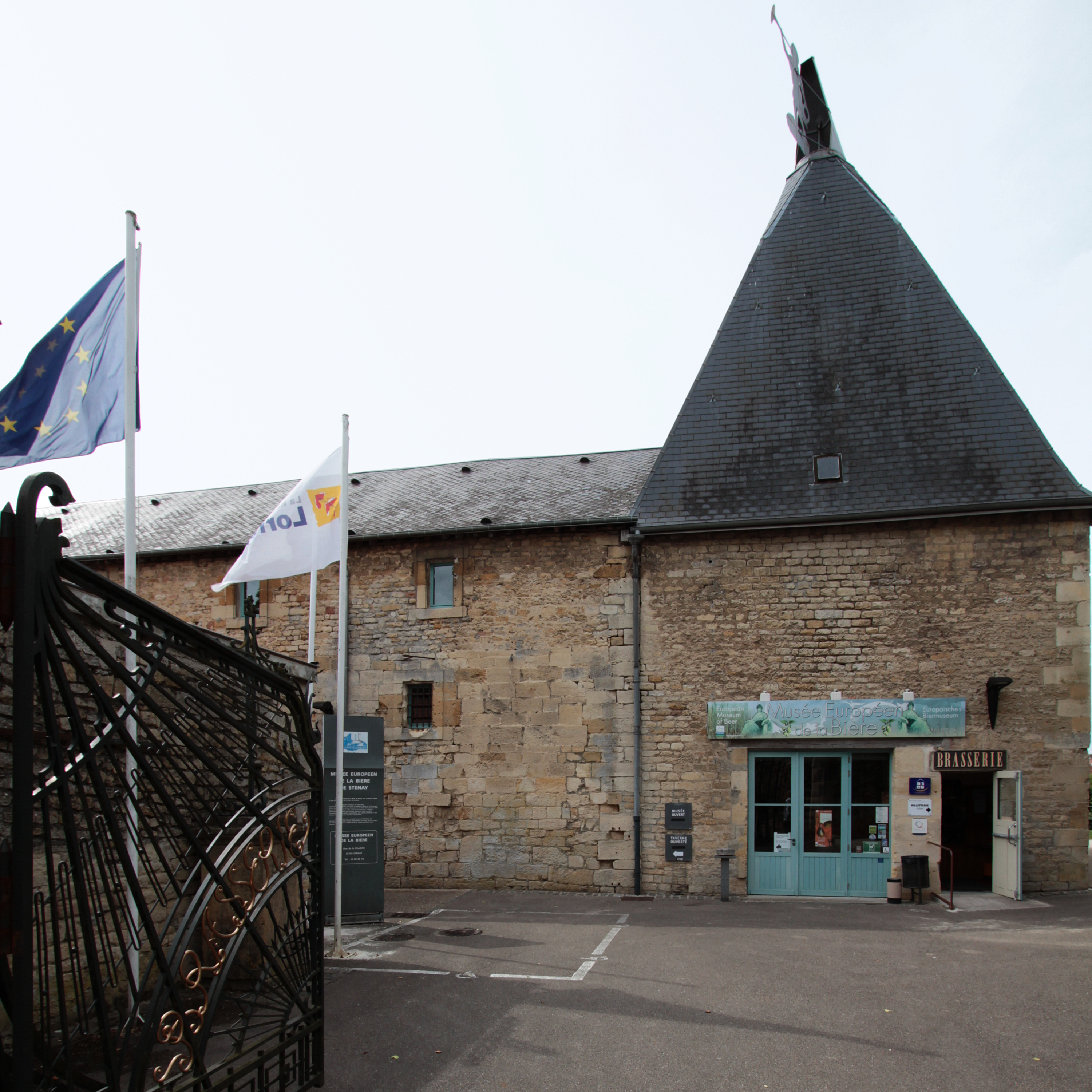
Eingangsbereich

Das Europäische Biermuseum (französisch Musée Européen de la Bière) in Stenay (Lothringen) beschäftigt sich mit der Technik und Geschichte des Bierbrauens. Es wurde am 26. April 1986 eröffnet und verfügt über etwa 48.000 Exponate, darunter etliche historische Bierflaschen und Bierdeckel.
Der Rundgang beginnt mit der Vermittlung von Grundwissen über Bier und seine Bestandteile. Anschließend wird die Entwicklung des Brauens von der Antike bis in die industrielle Moderne gezeigt. Ein weiterer Teil der Dauerausstellung widmet sich Bierlokalen und Kneipen im Laufe der Zeit – fünf Brasseries sind hier nachgestellt. Seit 2008 zeigt eine Abteilung historische Bierwerbung, vor allem Plakate. Der zugehörige Garten kann ebenfalls besichtigt werden. Hier werden verschiedene Aromahopfen angebaut; es handelt sich um den einzigen Hopfengarten Lothringens. Im Museum befindet sich außerdem eine öffentlich zugängliche Bibliothek.
Das Museum ist als Musée de France klassifiziert. Es befindet sich in der 1542 erbauten und 1610 modernisierten Zitadelle, einem Monument historique. Deren ehemalige Vorratskammer wurde 1879 zu einer Mälzerei umfunktioniert, die bis 1914 genutzt wurde.